# Drino subaurata
Drino subaurata är en tvåvingeart som först beskrevs av Walker 1853.  Drino subaurata ingår i släktet Drino och familjen parasitflugor. Inga underarter finns listade i Catalogue of Life.